# 天主教卢布林总教区
天主教盧布林總教區（拉丁語：Archidioecesis Lublinensis）是羅馬天主教在波蘭東部設立的一個總教區，以主教座堂駐地盧布林命名。

## 歷史
凱烏姆教區於1375年成立，1790年更名為凱烏姆-盧布林教區，1805年9月22日更名為盧布林教區，1992年3月25日升格為總教區。

## 現況
總教區附屬教區有桑多梅日教區及謝德爾採教區，2011年時有1,013,571名教友（佔轄區總人口1,038,508人的97.6%）、268個堂區、1,308名司鐸、327名修士和538名修女。現任總主教為達黎·布齊克，輔理主教為梅奇斯瓦夫·齊斯沃、若瑟·弗魯貝爾、阿爾圖爾·明津斯基和亞當·伯多祿·巴布，榮休輔理主教為利則·卡爾平斯基。